# 8909 Ohnishitaka
8909 Ohnishitaka este un asteroid din centura principală de asteroizi.

## Descriere
8909 Ohnishitaka este un asteroid din centura principală de asteroizi. A fost descoperit pe 27 noiembrie 1995 la Ōizumi de Takao Kobayashi. El prezintă o orbită caracterizată de o semiaxă mare de 2,82 ua, o excentricitate de 0,13 și o înclinație de 6,4° în raport cu ecliptica.